# Takuya Matsuura
Takuya Matsuura (jap. 松浦 拓弥, Matsuura Takuya; * 21. Dezember 1988 in Hamamatsu, Präfektur Shizuoka) ist ein japanischer Fußballspieler.

## Karriere
Takuya Matsuura erlernte das Fußballspielen in der Schulmannschaft der Hamana High School. Seinen ersten Profivertrag unterschrieb er 2007 bei Júbilo Iwata. Der Verein aus Iwata, einer Großstadt in der Präfektur Shizuoka, spielte in der höchsten Liga des Landes, der J1 League. 2010 gewann er mit dem Verein den J.League Cup. Im Finale gewann man mit 5:3 gegen Sanfrecce Hiroshima. 2011 wurde er an den Ligakonkurrenten Avispa Fukuoka nach Fukuoka ausgeliehen. Ende 2011 musste Avispa in die zweite Liga absteigen. Nach der Ausleihe kehrte er zu Júbilo Iwata zurück. 2013 stieg er mit Iwata in die zweite Liga ab. Vizemeister der J2 League wurde er mit Iwata 2015 und stieg wieder in die erste Liga auf. Nach über 200 Spielen für Iwata wechselte er 2019 zum Zweitligisten Yokohama FC nach Yokohama. Mit Yokohama feierte er Ende 2019 die Vizemeisterschaft und den Aufstieg in die erste Liga.  Am Ende der Saison 2021 belegte er mit dem Verein den letzten Tabellenplatz und musste somit wieder in die zweite Liga absteigen. Am Ende der Saison 2022 feierte er mit Yokohama die Vizemeisterschaft der zweiten Liga und den Aufstieg in die erste Liga.

## Erfolge
Júbilo Iwata
- Japanischer Ligapokalsieger: 2010
- Japanischer Zweitligavizemeister: 2015  ▲

Yokohama FC
- Japanischer Zweitligavizemeister: 2019  ▲
- Japanischer Zweitligavizemeister: 2022  ▲